# František Koucký (námořník)
František Koucký, někdy též Koutský (3. června 1894 Kladno-Hnidousy, Rakousko-Uhersko – 11. května 1918 Pula, Chorvatsko) byl český voják sloužící jako kuchař ve flotile rakousko-uherského válečného loďstva, popravený za plánovanou dezerci.
Během služby získal postavení štábního kuchaře a nabyl hodnosti šikovatele. Flotila, u níž sloužil, operovala u Puly. V posledním roce první světové války s dalšími českými spolubojovníky sestavil tajný plán na obsazení torpédovky SM Torpedoboot 80T, s níž hodlali přejet na území ovládané italskou armádou a následně se vzdát. Tato plánovaná dezerce byla prozrazena před realizací a její organizátoři postaveni před vojenský soud. Ten je odsoudil k trestu smrti zastřelením a 11. května 1918 byl rozsudek nad všemi obviněnými, včetně Františka Kouckého, vykonán.

## Život

### Mládí
František Koucký se narodil 1894 v hnidouské sokolovně (čp. 10), kde má dodnes pamětní desku. Stejně tak jedna z hnidouských ulic nese jeho jméno.
František Koucký studoval v Kladně reálné gymnázium, odkud byl pro své dosti ateistické názory vyloučen. Vyučil se tedy řezníkem a krátce na to v roce 1911 vstoupil do rakousko-uherské armády k válečnému loďstvu.

### Do armády
Po vstupu do c. a k. mariny sloužil František Koucký ve flotile, která operovala v Pule, coby lodní kuchař. Svou námořnickou kariéru dotáhl až do hodnosti štábního šikovatele (nižší poddůstojnická hodnost v c.k.marině).

### Vzpoura a soud
V posledním roce první světové války s dalšími spolubojovníky sestavil tajný plán na obsazení torpédovky SM Torpedoboot 80T, s níž hodlali přejet na území ovládané italskou armádou a následně se vzdát. Mezi nimi figuroval i Chorvat Ljubomir Kraus. Plánovaná dezerce byla však prozrazena před realizací a její organizátoři postaveni před vojenský soud, jenž je odsoudil k trestu smrti zastřelením. Soud proběhl na bitevní lodi SMS Radetzky. Dne 11. května 1918 byl rozsudek nad všemi obviněným vykonán a František Koucký byl zastřelen.

### Válečný hrob a odkaz

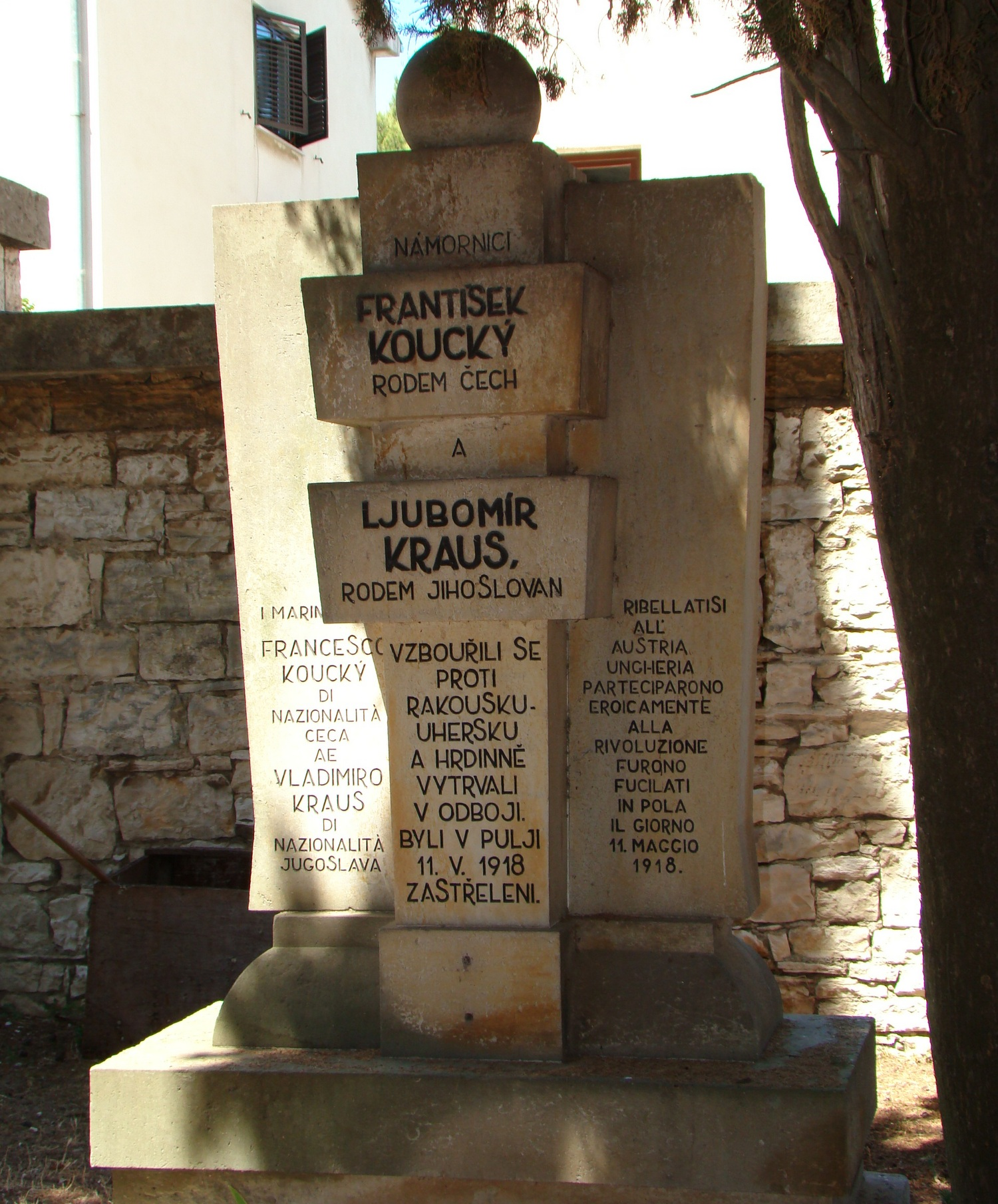
Hrob Františka Kouckého a Lubomíra Krause v Pule

Hrob Františka Kouckého se nachází na hřbitově v Pule, kde leží společně se svým chorvatským spoluvzbouřencem Krausem. Na pamětní desce hrobu je nápis „Vzbouřili se proti Rakousko-Uhersku a hrdinně vytrvali v odboji. Byli v Pulji 11. V. 1918 zastřeleni.“ Tento hrob je Ministerstvem obrany ČR evidován jako zahraniční válečný hrob.
V roce 1923 získal výbor pro odhalení pamětní desky, který byl v tomtéž roce ustanoven, od obce Hnidousy 2 000 československých korun, na pietní akci, při níž měla být deska odhalena. Slavnostní odhalení, kterého se zúčastnilo deset tisíc lidí, se konalo 7. října 1923; pamětní deska na počest Františka Kouckého, od Ladislava Kofránka z Prahy a Jaroslava Volfa z Kladna, byla vsazena na hnidouskou sokolovnu. Jméno Františka Kouckého je zmíněno i na památníku, jenž stojí v parku ve Velvarské ulici v Hnidousích na počest obětem první a druhé světové války.
František Koucký je vzdálený příbuzný Věry Černé, manželky někdejšího ministra hutí a těžkého průmyslu Václava Černého.

## Galerie

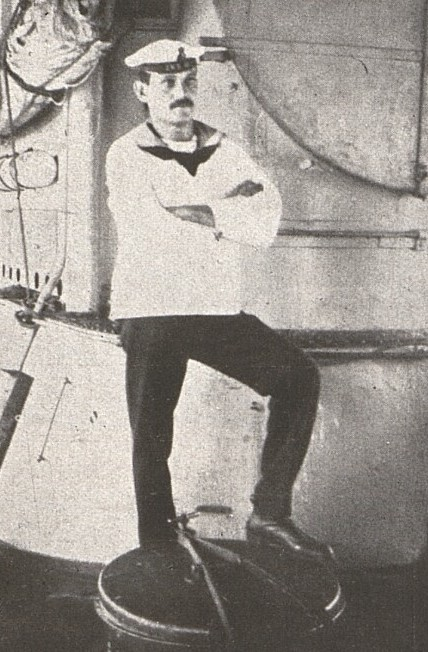
František Koucký na palubě torpédoborce 80T
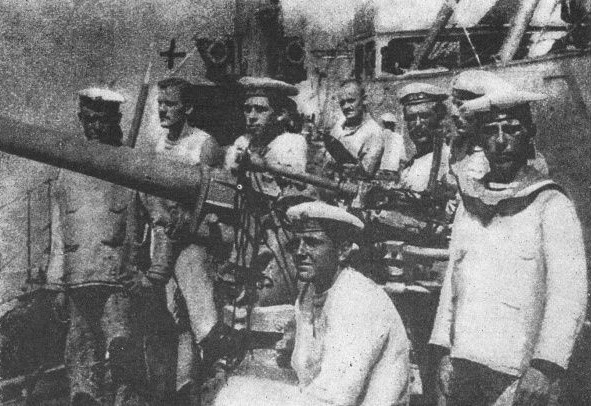
František Koucký (druhý zleva) na palubě torpédovky 80T
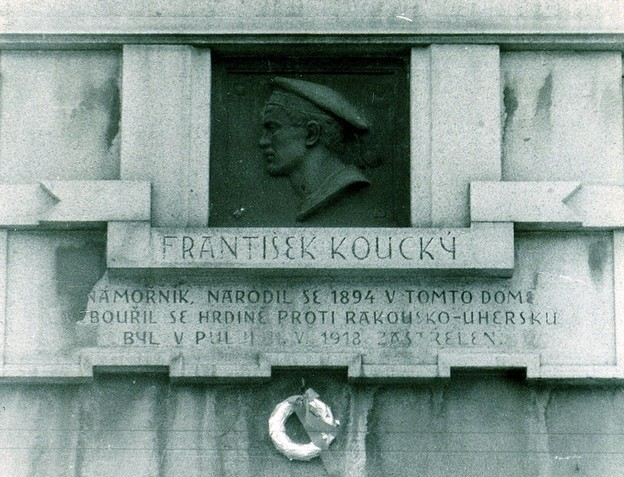
Pamětní deska na sokolovně v Hnidousích (L. Kofránek a J. Volf)
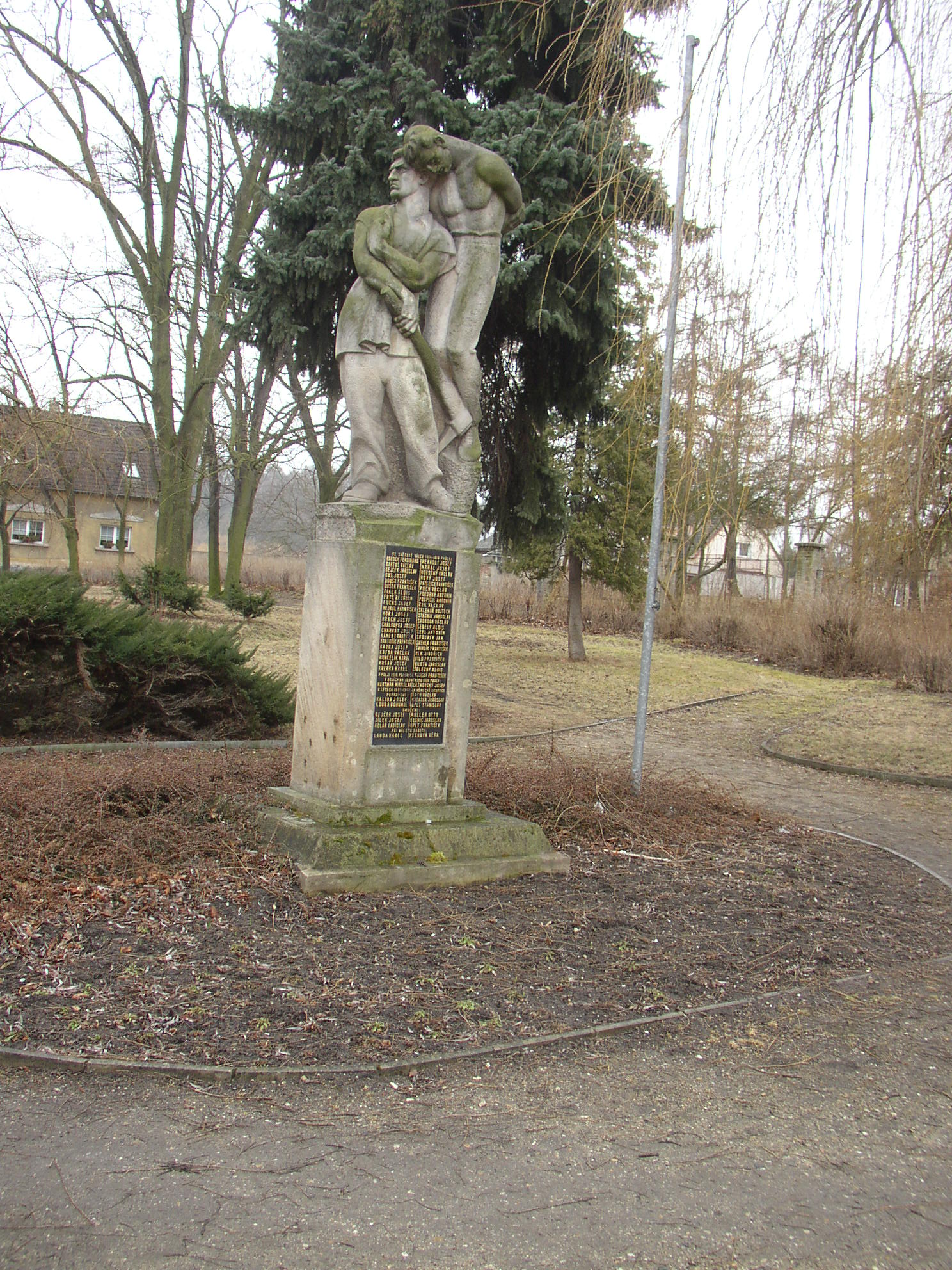
Památník v Hnidousích